# Arvid Smith
Arvid Johannes Magnus Smith, född den 11 augusti 1877 i Trelleborg, död den 9 april 1949 i Linköping, var en svensk skol- och språkman. Han var son till John Smith.
Smith avlade mogenhetsexamen i Malmö 1895, filosofie kandidatexamen vid Lunds universitet 1897 och filosofie licentiatexamen där 1903. Han promoverades till filosofie doktor 1910. Smith genomförde provår 1903–1904 och var extra lärare i Kristianstad 1904–1907. Han blev adjunkt i Strängnäs 1907, lektor i Gävle 1911 och lektor i Linköping 1930. Smith pensionerades 1943. Han puvlicerade On Names of Things as designations for Human Beings in English (akademisk avhandling, 1910), Engelska skrivövningar (1914), Övningsbok till engelska syntaxen (1925), Övningsexempel till tyska grammatiken (1925), Tyska texter till tyska översättningsövningar (tillsammans med Hans Pollak, 1928) och Försåtliga främlingar (svensk-fransk ordlista, 1935). Smith utgav även en tolkning av John Masefields The Everlasting Mercy (i Samfundet de Nios årsbok 1924). Han blev riddare av Nordstjärneorden 1926.